# Nagrada Ljubica Štefan
Nagrada Ljubica Štefan godišnja je nagrada koja se dodjeljuje za društveno i stručno osobito vrijedna znanstvena i publicistička djela (posebice povijesnu publicistiku) nastala istraživanjem arhivske građe i dokumentima potkrijepljenih otkrića, a koja su objelodanjena u hrvatskim ili svjetskim časopisima, listovima, zbornicima, knjigama ili sličnim publikacijama.

## O nagradi
Nagrada je nazvana po povjesničarki Ljubici Štefan a dodjeljuje je Hrvatska kulturna zaklada i tjednik Hrvatsko slovo.
Dodjela nagrade je na dan Hrvatskoga slova 28. travnja, za prethodnu kalendarsku godinu. Iznimno, prva nagrada dodijeljena je 28. travnja 2010. godine za trogodišnje razdoblje od 1. siječnja 2007. do 31. prosinca 2009. godine. Dobitnik prve nagrade je povjesničar dr. Stipan Trogrlić za djelo "Odnosi Katoličke crkve u Istri i jugoslavenske državne vlasti 1945. – 1954." (Pazin, 2008.).

## Dobitnici
- 2009.: Stipan Trogrlić, Odnosi Katoličke crkve u Istri i jugoslavenske državne vlasti 1945. – 1954., (Pazin, 2008.)
- 2010.: Juraj Batelja, Blaženi Alojzije Stepinac - svjedok evanđelja ljubavi, (Zagreb, 2010.)[3]
- 2011.: Zdravko Dizdar,[4] za studijske radove i knjige, za istraživanje i objelodavanje izvornih povijesnih isprava.[1]
- 2012.: Tomislav Vuković, Drugačija povijest (o Srbu, Jasenovcu, Glini...), (Zagreb, 2012.).[5]
- 2013.: Vladimir Geiger, za istraživački projekt Ljudski gubici Hrvatske u Drugom svjetskom ratu i poraću te za knjigu Josip Broz Tito i ratni zločini.
- 2014.: Josip Jurčević, za cjelokupan dosadašnji povijesno-istraživački rad i posebno za knjigu Slučaj Perković - spašavanje zločinačke budućnosti.
- 2015.: Mato Artuković,[6] za cjelokupan povijesno-istraživački rad.
- 2016.: nije dodijeljena
- 2017.: Miroslav Tuđman
- 2018.: Slobodan Praljak (posmrtno)
- 2019.: Stjepan Lozo, za cjelokupan dosadašnji povijesno-istraživački rad, a posebno za knjigu Ideologija i propaganda velikospskoga genocida nad Hrvatima - projekt 'Homogena Srbija' 1941.
- 2020.: Tomislav Jonjić[7]
- 2021.: Nikola Kujundžić, za istraživački rad na području povijesti medicine.[8]
- 2022.: Mario Jareb, za istraživačko-povijesni rad.[9]
- 2023.: Zlatko Begonja, za knjigu Okupacija duha: ideološka indoktrinacija u Zadru 1945.‒1955.[10]

## Vanjske poveznice
- HKZ: Pravila nagrade Ljubica Štefan